# Бартник, Войцех
Во́йцех Стани́слав Ба́ртник (пол. Wojciech Stanisław Bartnik; род. 2 декабря 1967, Олесница, Польша) — польский боксёр, бронзовый призёр летних Олимпийских игр 1992 года, бронзовый призёр чемпионата Европы 1996 года.

## Спортивная биография
В 1992 году Бартник принял участие в летних Олимпийских играх в Барселоне. В соревнованиях в категории до 81 кг польский боксёр дошёл до полуфинала, где уступил немецкому боксёру Торстену Маю и завоевал бронзовую медаль Игр. При этом в четвертьфинале Войцех выбил очень сильного кубинского боксёра Анхеля Эспиносу.
На летних Олимпийских играх 1996 года Бартник принял участие в соревнованиях в категории до 91 кг, но повторить результат Игр четырёхлетней давности не удалось. Во втором круге соревнований Войцех уступил грузинскому боксёру Георгию Канделаки.
На летних Олимпийских играх 2000 года в Сиднее Бартник выбыл уже в первом раунде в соревнованиях в категории до 91 кг, уступив американскому боксёру Майклу Беннетту 2:11.
С 2001 года Бартник стал выступать на профессиональном ринге. Всего, в качестве профессионала, Войцех провёл 31 бой, из которых выиграл 26 (KO 10), 4 проиграл, а ещё 1 закончился вничью.